# Уніфікація (право)
Уніфікація (право) — це діяльність організації або компетентних органів держави чи кількох держав, спрямована на вироблення правових норм, що однаково регулюють певні види суспільних відносин.